# Mark Choate
Mark Irvan Choate FRHistS est un universitaire américain, colonel et diplomate à la retraite. Il est professeur d'histoire à l'université Brigham Young et professeur de recherche adjoint au Strategic Studies Institute de l'US Army War College, spécialisé dans les relations internationales, l'histoire des migrations et du colonialisme et la grande stratégie. Il met l’accent sur les relations entre l’émigration internationale, l’immigration et le colonialisme, ainsi que sur les influences transnationales dans les domaines de la diplomatie, du commerce, des changes et de la puissance militaire.

## Début de la vie
Après avoir vécu à Pago Pago, aux Samoa américaines, et à Pittsburgh, en Pennsylvanie, lorsqu'il était enfant, Choate a grandi dans le comté rural d'Osage, dans l'Oklahoma, et est diplômé du lycée Charles Page à Sand Springs. Alors qu'il était étudiant de première année à Yale College, il s'est enrôlé comme Aide-soignant militaire dans le 179e régiment d'infanterie (États-Unis) de la Garde nationale, utilisant le GI Bill pour aider à payer ses études.

## Bourses et adhésions
Il est membre de la Royal Historical Society depuis 2008, et membre de la Società Italiana per lo Studio della Storia Contemporanea depuis 2009. Il a été chercheur invité au Centre d'études et de recherches internationales de Sciences Po, Paris, en 2014-2015.

## Distinctions
2017 : Prix Daniel M. Lewin de rédaction sur la technologie du cyberterrorisme, United States Army War College2009 : Prix Howard R. Marraro 2010 : Prix du livre du Conseil des études européennes 2010 : Prix d'enseignement pour les jeunes professeurs de la classe 1949 de l'université Brigham Young 2002 : Prix Hans W. Gatzke, Université Yale 1998-1999 : Boursière Fulbright en Italie 

## Service militaire
Choate s'est enrôlé en 1989 en tant que soldat de première classe dans la Garde nationale de l'Oklahoma. Il a complété sa formation de base à Fort Jackson et sa formation individuelle avancée en tant que Aide-soignant militaire à Fort Sam Houston. Choate a terminé son enrôlement au grade de Sergent-chef après avoir été nommé Officier par l'intermédiaire de l'école des candidats officiers en 1994.
En tant qu'attaché de défense des États-Unis, il a servi dans les ambassades des États-Unis à Khartoum au Soudan, à Bangui en République centrafricaine et à N'Djamena au Tchad,,.
| Rang               | Date |
| ------------------ | ---- |
| Sous-lieutenant    | 1994 |
| Lieutenant         | 1997 |
| Capitaine          | 2001 |
| Majeur             | 2007 |
| Lieutenant colonel | 2013 |
| Colonel            | 2018 |

### Décorations et insignes
Les décorations et insignes de Choate comprennent les suivants, :
| Décorations américaines                                                     |                                                                                       |
|                                                                             | Legion of Merit                                                                       |
|                                                                             | Bronze Star                                                                           |
| Bronze oak leaf cluster                                                     | Defense Meritorious Service Medal (with Oak Leaf Cluster)                             |
|                                                                             | Meritorious Service Medal                                                             |
| Bronze oak leaf cluster                                                     | Joint Service Commendation Medal (with Oak Leaf Cluster)                              |
| Bronze oak leaf cluster · Bronze oak leaf cluster · Bronze oak leaf cluster | Army Commendation Medal (with 3 Oak Leaf Clusters)                                    |
| Bronze oak leaf cluster · Bronze oak leaf cluster                           | Army Achievement Medal (with 2 Oak Leaf Clusters)                                     |
| Distinctions militaires américaines d'unités                                |                                                                                       |
| Bronze oak leaf cluster                                                     | Joint Meritorious Unit Award (with Oak Leaf Cluster)                                  |
| Distinctions militaires américaines de campagne et de service               |                                                                                       |
|                                                                             | Army Reserve Component Achievement Medal (with Silver and 4 Bronze Oak Leaf Clusters) |
| Bronze star                                                                 | National Defense Service Medal (with 1 Service star)                                  |
| Bronze star                                                                 | Afghanistan Campaign Medal (with 1 Service Star)                                      |
|                                                                             | Global War on Terrorism Expeditionary Medal                                           |
|                                                                             | Global War on Terrorism Service Medal                                                 |
|                                                                             | Armed Forces Service Medal                                                            |
|                                                                             | Armed Forces Reserve Medal with Gold Hourglass and "M" Devices                        |
|                                                                             | Army Service Ribbon                                                                   |
|                                                                             | Army Overseas Service Ribbon (with award numeral 2)                                   |
|                                                                             | Army Reserve Component Overseas Service Ribbon (with award numeral 6)                 |
| Décorations étrangères                                                      |                                                                                       |
|                                                                             | NATO Medal for ISAF Afghanistan Operation Enduring Freedom XVI                        |
|                                                                             | German Armed Forces Badge for Military Proficiency Gold                               |

| Insignes et étiquettes des États-Unis | |
|                                       | Insigne d'identification de lÉtat-major de l'armée                                                                                           |
|                                       | Forces spéciales (armée américaine), 3e groupe des forces spéciales (États-Unis) porté comme son badge d'identification de service de combat |
|                                       | Insigne distinctif de l'unité du 179th Infantry Regiment                                                                                     |
|                                       | 1 bar de service à l'étranger |

## Lectures complémentaires
- Emigrant Nation: The Making of Italy Abroad (Harvard University Press, 2008) (ISBN 978-0-6740-2784-8)
- Italianos no mundo : uma nação emigrante (Contexto, 2023, traduit par João Fábio Bertonha) (ISBN 978-6-5554-1280-2)
- « Liberal Economics or Racial Exclusion: Competing Political and Cultural Narratives in Italian-American Transatlantic Migration », dans « Managing Migration in Italy and the United States » (Berlin et Boston : De Gruyter, 2024) (ISBN 978-3110996289)
- « Emigrazione italiana, rimesse e ascesa del "made in Italy" », dans « Storia degli italoamericani » (Milan : Le Monnier Mondadori, 2019) (ISBN 978-8800749350)
- « Italian Emigration, Remittances, and the Rise of Made-in-Italy », dans « The Routledge History of the Italian Americans » (New York/Londres : Routledge, 2018) (ISBN 978-0367230937)
- « The Frontier Thesis in Transnational Migration: The U.S. West in the Making of Italy Abroad,” in “Immigrants in the Far West: Historical Identities and Experiences », dans « Immigrants in the Far West: Historical Identities and Experiences » (Salt Lake City : University of Utah Press, 2015) (ISBN 978-1607813798)
- « New Dynamics and New Imperial Powers, 1876-1905 », dans The Routledge History of Western Empires (Oxford/New York : Routledge, 2014) (ISBN 978-0-4156-3987-3)
- « "National Communications for a Transnational Community: Italy's promotion of italianità among emigrants, 1870-1920 », dans Transnational Political Spaces: Agents - Structures - Encounters (Francfort/New York : Campus Verlag, 2009) (ISBN 978-3-5933-8945-5)